# Aníbal Zañartu
Aníbal Zañartu, né en 1847 à Concepción et mort le 1er février 1902 à Tomé, est un homme politique chilien, président provisoire du Chili du 12 juillet au 18 septembre 1901.